# Cadavre

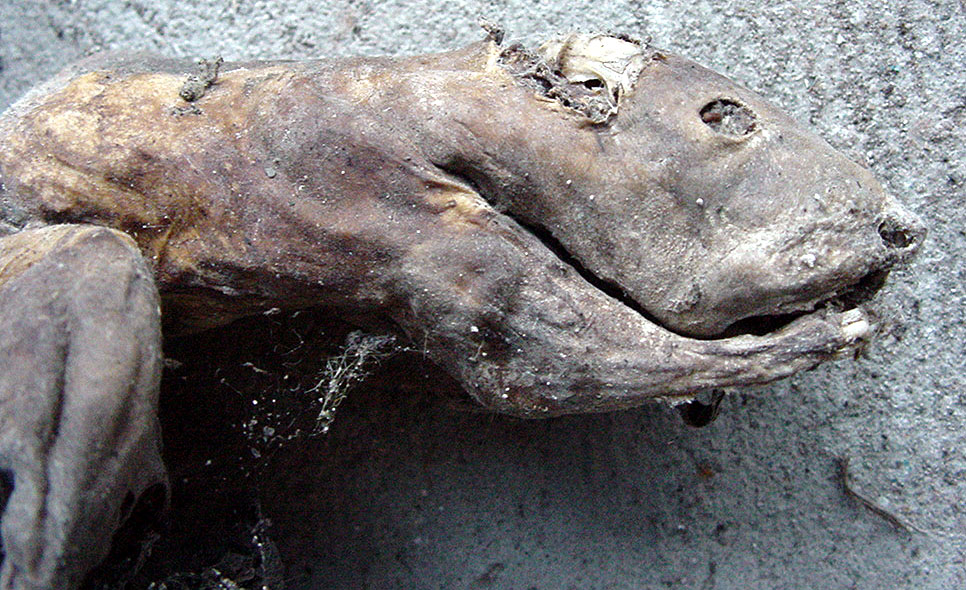
Cadavre de rat (mort empoisonné), partiellement momifié.

Le cadavre est ce qui reste du corps d'un organisme vivant humain ou animal dans la période qui suit la mort. On parle aussi de dépouille mortelle pour le corps humain, et de charogne pour le cadavre d'un animal sauvage.

## Processus

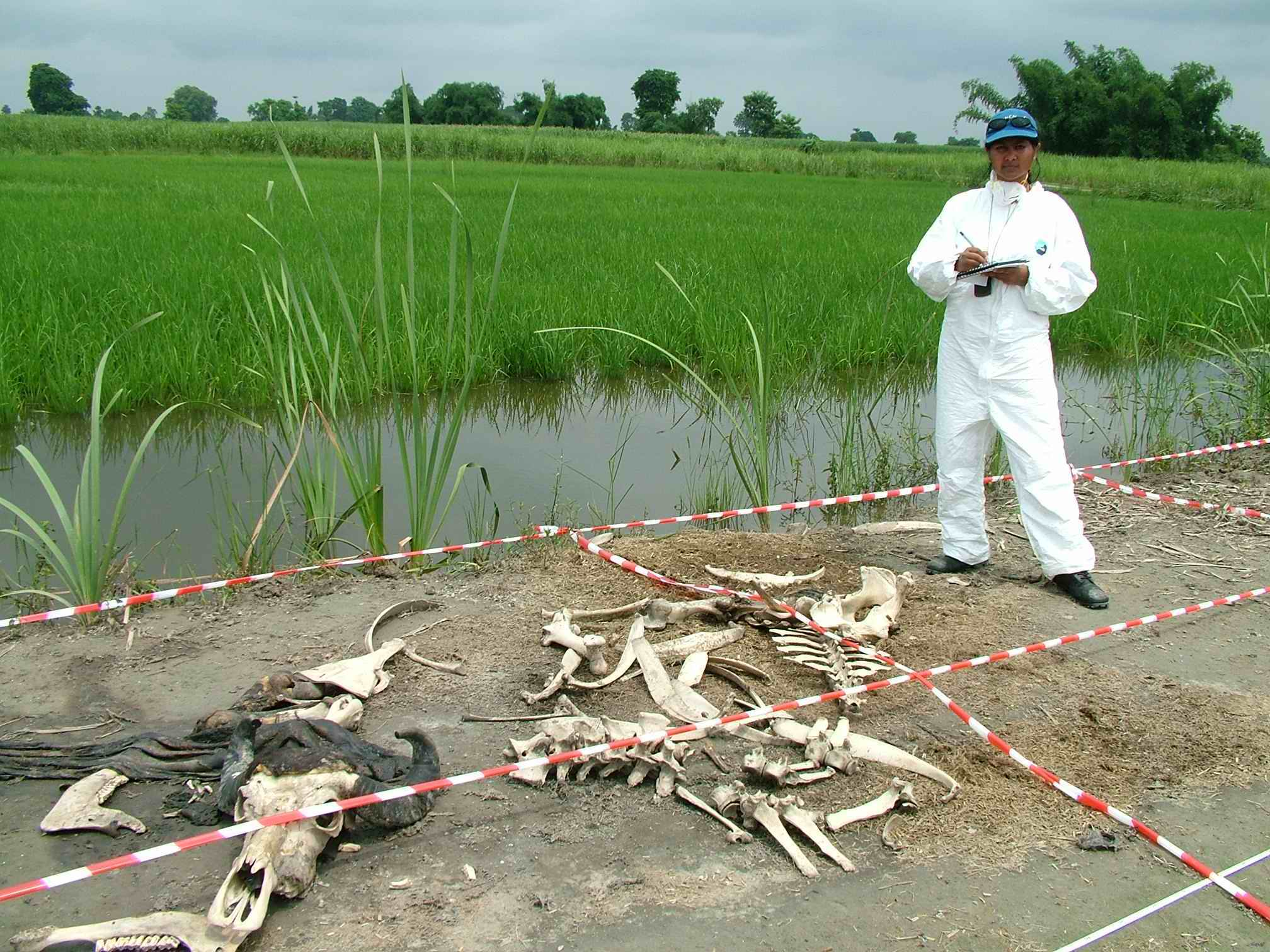
Des chercheurs étudient à quelle vitesse et comment les cadavres sont naturellement recyclés dans la nature. Des sites spécialisés existent pour les corps humains, afin notamment de faire progresser la médecine légale et mieux renseigner les polices scientifiques.

### Dans la nature
Sur ou dans les sols, dans le milieu naturel et les cycles du vivant, les cadavres de petits animaux (jusqu'à la taille d'un canard) sont très rapidement transportés (nécrophorèse), éliminés par des organismes décomposeurs (bactéries, champignons) ou mangés par des organismes nécrophages.
Les cadavres de gros animaux tels que les baleines (plusieurs dizaines de tonnes pour les plus grandes), immergés à grande profondeur dans un habitat tout à fait particulier peuvent mettre des années (2 à 3 ans) pour être entièrement décomposés (hors squelette). Des robots subaquatiques (ROV) ont été envoyés dans les grands fonds pour examiner des cadavres de baleines (la plupart du temps volontairement immergés par des scientifiques afin de connaitre leur position, ou découvertes par hasard). Après plus d'un demi-siècle, le squelette des grandes baleines, en partie enfouis dans la vase, est encore couvert d'animaux (clams notamment, de 4 cm environ, à sang très rouge car riche en hémoglobine, résistants au sulfure d'hydrogène, proches de ceux d'oasis hydrothermale vivant en symbiose avec des bactéries chimiosynthétiques). Les cadavres de baleines (500 000 environ sur le fond marin) pourraient être des étapes dans le réseau écologique permettant aux décomposeurs et à certains animaux des sources hydrothermales de se déplacer. Des fossiles de clams associés à des restes de baleines primitives ont aussi été découverts par les géologues. Un premier stade est celui des « nécrophages mobiles » (requins des grands fonds, myxines et certains crustacés), puis vient le stade des micro-organismes colonisant les restes et les os, et le sédiment périphérique, enrichi en matière organique et hydrogène sulfuré. 
L’effondrement des populations de grands cétacés entre la fin du XIXe siècle et les années 1970 a probablement causé la disparition de 65 à 90 % des habitats et écosystèmes dépendant des cadavres de baleines. Certaines espèces de grands fonds ont probablement disparu à cause de la chasse à la baleine, car incapables de se déplacer assez loin pour trouver de nouveaux cadavres à coloniser.
Vautours, corvidés et de nombreux mammifères carnivores ou omnivores participent à l'élimination des cadavres, plus ou moins rapidement selon la température et le contexte environnemental. Certains prédateurs enterrent les cadavres ou les cachent pour revenir les manger plus tard.
De nombreux animaux se cachent soigneusement pour mourir. Il est maintenant démontré (hormis peut-être pour les très gros oiseaux) qu'un observateur - même expérimenté et sur un terrain qui lui est familier - a peu de chances de retrouver les cadavres d'oiseaux et de mammifères de petite taille ou de taille moyenne, de la taille d'un canard colvert par ex.) avant ou après leur mort par saturnisme, même quand plusieurs dizaines d'oiseaux meurent chaque jour par hectare. Les nécrophages et/ou les insectes nécrophores éliminent rapidement leurs cadavres (en s'empoisonnant eux-mêmes, et en contaminant le réseau trophique).
- Les petits oiseaux morts échappent quasiment tous aux observateurs ; Par exemple, 250 cadavres de poussins ont été dispersés au hasard (sans être cachés comme le seraient de vrais oiseaux sauvages) dans un paysages agricole (incluant des pâtures), à raison de 50 poussins/ha, chaque jour durant 5 jours. Puis chaque jour, une surface (correspondant à 10 % du total, aléatoirement choisie) était fouillée, ceci durant 10 jours : 95,2 % des carcasses étaient encore présentes le jour même, mais il n'en restait en moyenne que 20,8 % après 24 h. Puis environ 70 % des carcasses restantes du jour disparaissent à nouveau dans les 24 h. Sur les 250 carcasses, seules deux ont été retrouvées intactes après 5 jours[3]. 
Les estimations par extrapolation à partir d'une zone échantillonnée de cette manière sous-estiment donc très fortement la mortalité cumulative d'un territoire. Elles ne reflètent pas du tout le cours de l'épidémie simulée par cette expérience. De plus, la répétition de l'échantillonnage d'un même secteur n'améliorait pas la précision des données recueillies[3].
- De même pour les oiseaux de taille moyenne ; Deborah Pain a démontré[2] en 1991 qu'en zone fréquemment chassée (Camargue dans ce cas), les charognards et divers prédateurs carnivores ou omnivores (dont autres oiseaux et mammifères, en plus des invertébrés nécrophages) éliminent rapidement (en quelques dizaines d'heures le plus souvent) les cadavres de la taille d'un colvert.

- Plus récemment (2001), Peterson et ses collègues ont montré que 77,8 % des cadavres de canards étaient trouvées par les charognards dans les 24 h suivant la mort. Lors de l'étude de Peterson, un seul canard mort attirait en moyenne 16,6 charognards. Un seul cadavre empoisonné par le plomb peut donc à son tour empoisonner plusieurs charognards (« saturnisme secondaire »), qui eux-mêmes en empoisonneront d'autres après leur mort.
- Les modèles et simulations, comme les expériences de terrain concluent à une élimination rapide des cadavres de petite taille et de taille moyenne par les charognards et/ou les invertébrés nécrophages.
- Aucune étude ne semble avoir évalué le pourcentage de gros oiseaux (grues, cygnes, cigognes, vautours…) susceptibles d'être retrouvés parmi le nombre total de ceux qui meurent de saturnisme, mais il semble qu'un grand nombre des oiseaux qui meurent chaque année de ce type d'intoxication ne soit jamais retrouvé.
- Dans les aires protégées et certaines réserves naturelles, on laisse les cadavres être naturellement éliminés, ce qui permet la survie de certains nécrophores et espèces nécrophages. Un suivi vétérinaire est parfois mis en place, avec élimination du cadavre en cas de suspicion de risque d'épidémie.
- Les vautours ou condors sont parfois volontairement nourris avec des cadavres d'animaux morts à la ferme ou en élevage (moutons, bovins), ce qui limite un peu le risque qu'ils meurent de saturnisme après avoir mangé des animaux tués par balle (c'est par exemple encore la première cause de mortalité du Condor de Californie, le second plus grand oiseau du monde). En Europe cette pratique a été limitée ou interdite au moment où des maladies à prion (vache folle) sont apparues chez les vaches et moutons, pour ne pas risquer d'infecter les vautours. Ces derniers ont alors dû chercher leur nourriture bien plus loin, ce qui selon certains aurait poussé des groupes de vautours fauves du sud de la France à explorer de nouveaux territoires, jusqu'en Belgique[5]. En réalité des mouvements annuels vers le nord existaient avant l'interdiction de les nourrir[6]. Les vautours laissent les os, que les gypaètes barbus pourront digérer, grâce à des sécrétions stomacales particulièrement acides, et après les avoir cassés en les emportant en l'air et en les laissant tomber de haut au sol.

### Dans les sociétés humaines, aspects socio-culturels
Toutes les sociétés semblent avoir éprouvé le besoin de rituels après la mort.
- Selon, les lieux, les époques, les circonstances et la position sociale du mort, le cadavre est lavé, décoré, peint, embaumé, enterré (parfois dans une position particulière), incinéré, jeté à la mer…
- Dans le jaïnisme, en Inde, il est interdit de toucher les cadavres.
- Dans les sociétés occidentales, quand il n'y a pas dépôt du corps dans des cimetières souterrains de type catacombe, ou incinération (on parle plutôt de crémation pour les cadavres), c'est la tâche du fossoyeur de creuser une tombe pour ensevelir le corps des défunts dans un cimetière. (voir aussi : Catacombes de Rome).
- Certaines sociétés laissaient ou offraient les cadavres des membres de la tribu aux vautours (ou à d'autres nécrophages). Cette pratique a toujours cours au sein de la communauté parsie en Inde (voir : tour du silence)[7].

## Aspect psychologique
La vue ou la proximité d'un cadavre humain génère des émotions complexes, notamment probablement parce qu'elle ramène l'individu à l'idée de sa propre mort.
Dans certains troubles psychiques, les personnes arrivent à une identification à un cadavre.

## Guerre
En temps de guerre, le nombre de cadavres issus d'une mort violente augmente considérablement, ce qui participe aux « horreurs de la guerre » et séquelles de guerre.
C'est une source d'épidémies et de contamination de l'eau.
La présence de cadavres en grande quantité, de charniers, est criante à tout soldat sur un théâtre de guerre. C'est une des sources de troubles et séquelles psychologiques que connaissent les anciens combattants.
Les progrès des médias font que les sociétés civiles, maintenant via la télévision ou les images satellites ont également connaissance de la présence des cadavres sur les lieux de guerre ou guerre civile. Durant la guerre de Corée, l'effet des combats sur les troupes nord-coréennes contre l'United Nations Partisan Infantry Korea a été avéré par des photos aériennes.
L'emploi de cadavres de pestiférés fut l'une des premières utilisations de l'arme biologique, employée par les Chinois contre des villes assiégées.
À Verdun, le procédé de la verdunisation de désinfection de l'eau a été mis au point du fait de grande quantité de cadavres de chevaux et de soldats pouvant contaminer les points d'eau.

## Aspects juridiques
Le statut du corps du défunt et les modalités de respect de la dignité humaine varient considérablement avec les époques, les civilisations et selon les couches sociales. Tantôt la coutume ou la religion momifient le cadavre (humain ou animaux) et cherchent à conserver l'apparence d'un corps intact (thanatopraxie…), tantôt le démembrement du corps était une punition posthume ou au contraire un état souhaité par la personne avant sa mort.
Parfois, l'absence de cadavre ne permet pas de conclure avec certitude au décès d'une personne (cas de Henry Wilde, second sur le Titanic).
L'identification des cadavres est un aspect des enquêtes policières ; en France, les cadavres non identifiés sont enregistrés, depuis 2005, au fichier des personnes recherchées (FPR).
Lors de l'affaire du massacre de la Saint-Valentin (1929), lors de la guerre des gangs de Chicago, une erreur d'identification a été commise au début de l'enquête, laissant à croire qu'un des patrons du crime était parmi les individus tombés.
Il est aussi nécessaire d'effectuer la datation des cadavres en état de décomposition en médecine légale et en anatomo-pathologie, pour en déterminer l'historique. Elle a lieu lors d'une autopsie notamment en recherchant les différentes espèces de mouches qui s'y sont développées.
En plus de la notion qui existait déjà d'atteinte à la sépulture, le droit français a inscrit dans le code pénal (en 1994) la notion d'atteinte à l'intégrité du cadavre, avec trois exceptions possibles et devant être justifiées :
- au profit de la science (autopsie dite « scientifique ») ;
- au profit de la santé publique (prélèvement d'organes en vue de greffes) ;
- au profit de la justice, par le médecin légiste, dont éventuellement pour une « expertise génétique post mortem »[13].

Une restauration du corps pouvant être réalisée après l'autopsie médicolégale (ou judiciaire), dans un cadre réglementé par la loi en France.

### Transport international des dépouilles mortelles
En Belgique, le Conseil supérieur de la santé émet un avis scientifique sur les normes applicables aux cercueils utilisés pour le transport transfrontalier des dépouilles mortelles. Cet avis vise à fournir aux autorités de santé publique ainsi qu’aux personnes responsables des rites funéraires des recommandations spécifiques concernant les normes pour les cercueils ainsi que sur la législation belge ou internationale pertinente. Les principales recommandations du Conseil sont :
- L’Accord de Strasbourg précise que les cercueils intérieurs (ou housses) doivent être fabriqués en zinc ou dans « toute autre matière autodestructible » sans aucune autre précision. Dans ce cadre, cet avis propose les conditions normatives auxquelles doivent satisfaire les cercueils intérieurs (housses) pour rencontrer cette dernière notion. Le CSS recommande par ailleurs que ces cercueils intérieurs (ou housses) bénéficient d’une attestation de conformité délivrée par un organisme compétent.
- Concernant les transports transfrontaliers, les risques pour la santé publique ainsi que les exigences sanitaires concernant le transport des dépouilles mortelles sont similaires en France et en Belgique. Il n’y a donc aucune raison sanitaire et de santé publique d’appliquer les dispositions restrictives de l’Arrangement international de Berlin (10 février 1937) ou de l’Accord Strasbourg (26 octobre 1973) pour le transport des dépouilles mortelles dans la zone transfrontalière. Le CSS recommande la mise en place d’un accord bilatéral transfrontalier stipulant que l’autorisation de transport des dépouilles mortelles en Belgique soit valable également lors du transport dans la zone transfrontalière s’étendant sur 50 km en France, et vice versa.
- Concernant la sécurité de la mise en bière, le CSS recommande qu’elle soit effectuée sous le contrôle direct d’un représentant de l’autorité de tutelle compétente qui soit clairement identifiée et qui devrait en garantir la conformité (notamment via la pose de scellés), et à plus forte raison en cas de transferts internationaux. Le CSS recommande donc que les autorités politiques clarifient cet aspect de sécurité et de la répartition des compétences en la matière au regard de la 6e réforme de l’État.
- Enfin, le CSS attire l’attention sur le fait qu’en absence d’arrêtés d’exécution de la ratification de l’Accord de Strasbourg par la Belgique, stricto sensu, les dispositions d’exécution de l’arrêté du Régent du 20 juin 1947 relatif au transport des dépouilles mortelles, modifié par l’AR du 1 juillet 1969, semblent rester d’application. Le CSS recommande donc une adaptation de la réglementation belge du transport international des dépouilles mortelles et veut privilégier des accords transfrontaliers bilatéraux, notamment avec la France.

## Identifier un cadavre humain
En France, chaque année, de 1 000 à 3 000 personnes retrouvées mortes ne sont pas identifiées. Des associations demandent que sur tout corps non identifié des relevés d’empreintes digitales, génétiques et dentaires soient obligatoirement effectués avant l'inhumation.
Pour identifier un mort, les inspecteurs doivent tout d'abord déterminer l'avancement de la décomposition, qui est classé en quatre classes : la première étape est considérée comme deux jours après la mort, la seconde est l'étape des premiers signes de décomposition (ventre creusé, yeux blanc…). La troisième étape, l'étape cadavérique, est celle où la peau commence à disparaître, et les os apparaissent. Elle est située environ à trois mois après la mort. Quant à la quatrième, c'est l'étape de décomposition totale (ou squelettique), il n'y a plus de peau, de cheveux ni d'ongles.
En fonction de l'état du cadavre, les inspecteurs examinent ensuite la dentition, les empreintes digitale, les éventuels bijoux ou biens personnels, et demandent aux témoins ou aux familles de décrire physiquement ou de visionner le corps pour confirmer que c'est bien la personne recherchée. De plus, ils analysent les marques extérieures comme les tatouages, les taches de vin, ou encore les cicatrices. Depuis peu, l'analyse de l'ADN est aussi utilisée.

## Œuvres artistiques liées à la présence de cadavres humains

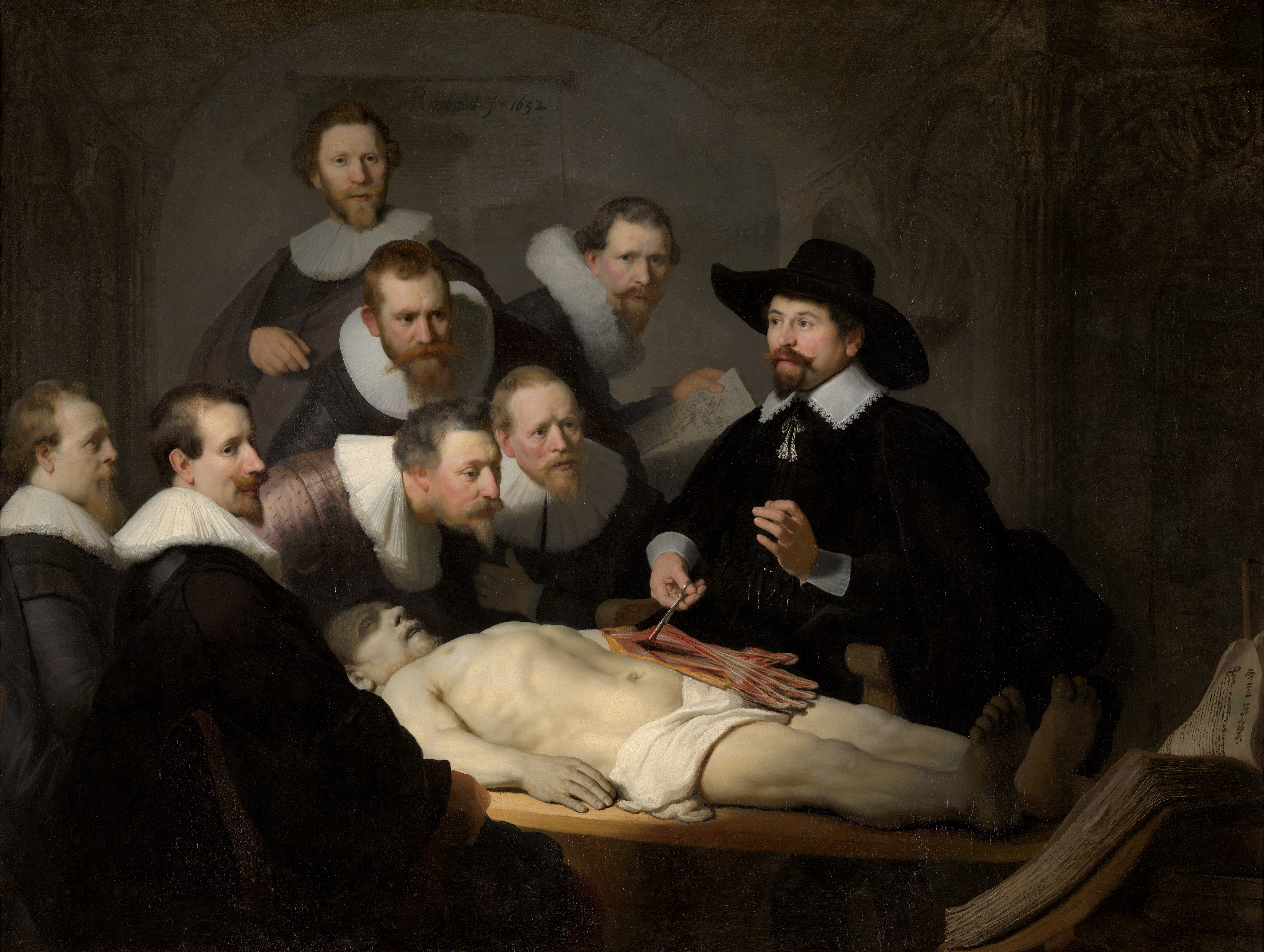
Leçon d'anatomie du docteur Tulp par Rembrandt, 1632.

Dans les légendes et les œuvres fantastiques, les morts-vivants sont des cadavres animés, en général par magie (liste non-exhaustive) :
- La Dame dans l'auto avec des lunettes et un fusil, un film de 1970,
- Les Chasses du comte Zaroff, film,
- La Fin du rêve, manga,
- Cowboy Bebop, manga,
- Retraite mortelle, un film de Mike Hodges sorti en 1972,
- Cadavres, un film d'Érik Canuel sorti en 2009,
- Cadavre X, un roman policier de Patricia Cornwell,
- Croisière pour un cadavre, un jeu d'aventure graphique publié en 1991,
- Le Cadavre no 5, une comédie littéraire,
- Le Voleur de cadavres, une nouvelle de l'écrivain Robert Louis Stevenson.